# Sân vận động thành phố Đào Viên
Sân vận động thành phố Đào Viên (tiếng Trung: 桃園市立體育場; bính âm: Táoyuán Shìlì Tǐyùchǎng) là sân vận động đa năng ở Đào Viên khu, thành phố Đào Viên, Đài Loan. Hiện tại sân vận động này hầu hết được sử dụng để tổ chức các trận bóng đá và có đường chạy cho các vận động viên. Sân vận động có sức chứa 30.000 người.

## Lịch sử
Sân vận động được xây dựng vào năm 1993 với tên gọi Sân vận động Đào Viên khu (tiếng Trung: 桃園縣立體育場; bính âm: Táoyuán Xiàn Lì Tǐyùchǎng). Vào năm 2014, nó được đổi tên thành Sân vận động thành phố Đào Viên.

## Vận chuyển
Có thể đến sân vận động bằng cách đi bộ từ phía đông của Ga Đào Viên thuộc Cục quản lý Đường sắt Đài Loan.

## Liên kết
- Hình ảnh sân vận động